# Ohrada (Nová Ves I)

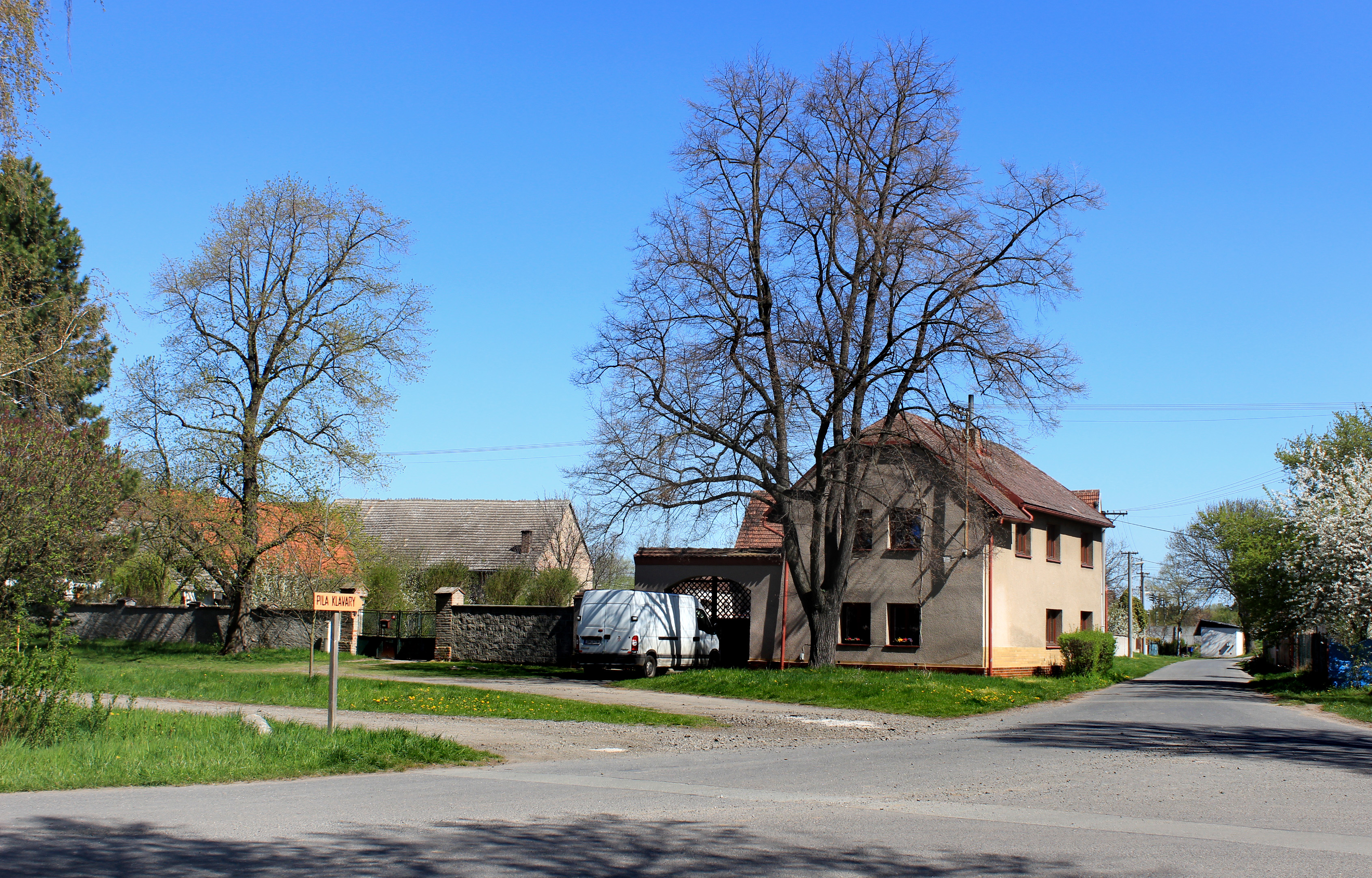
Legerovo náměstí

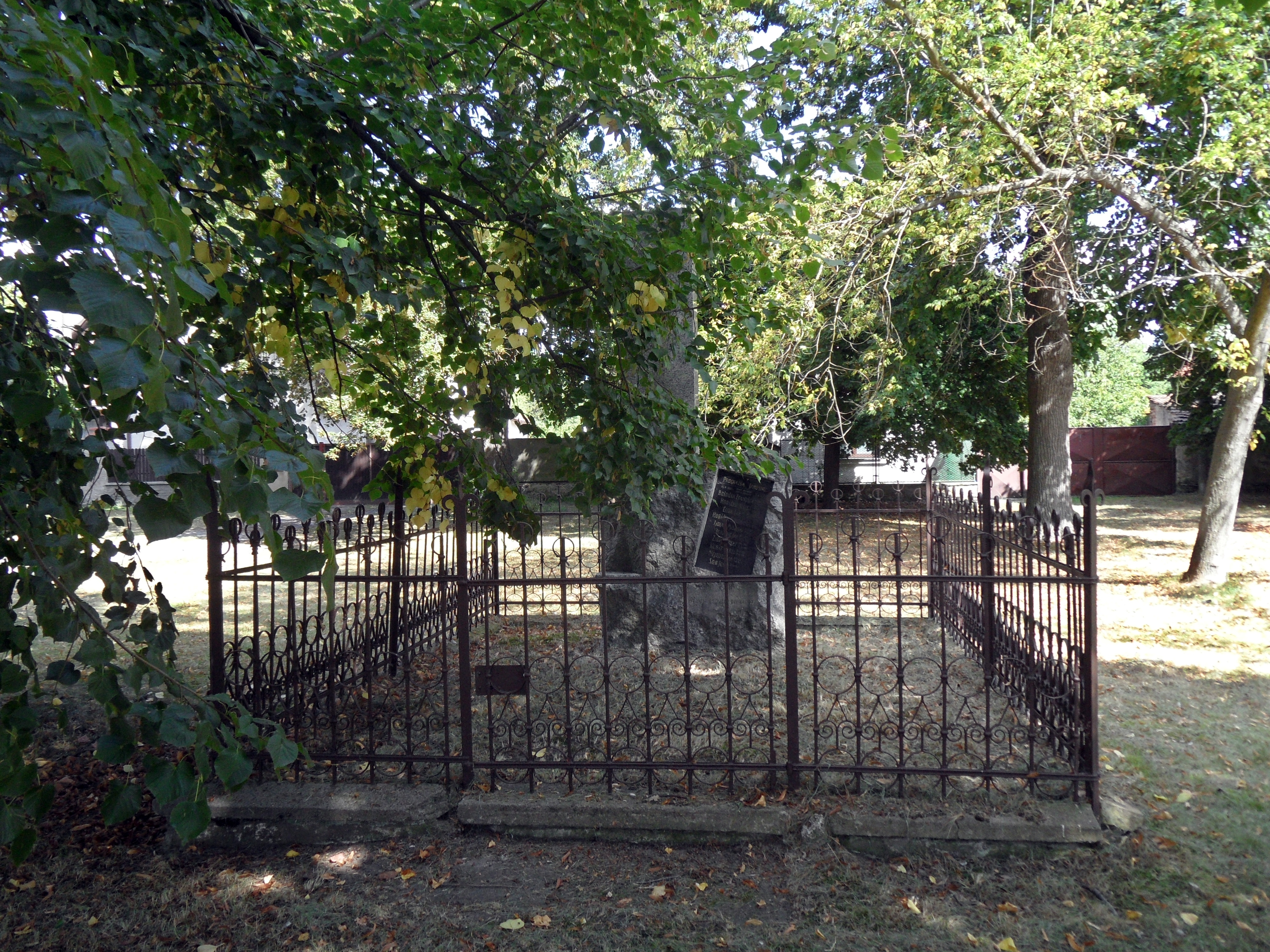
Mahnmal für die Opfer des Krieges

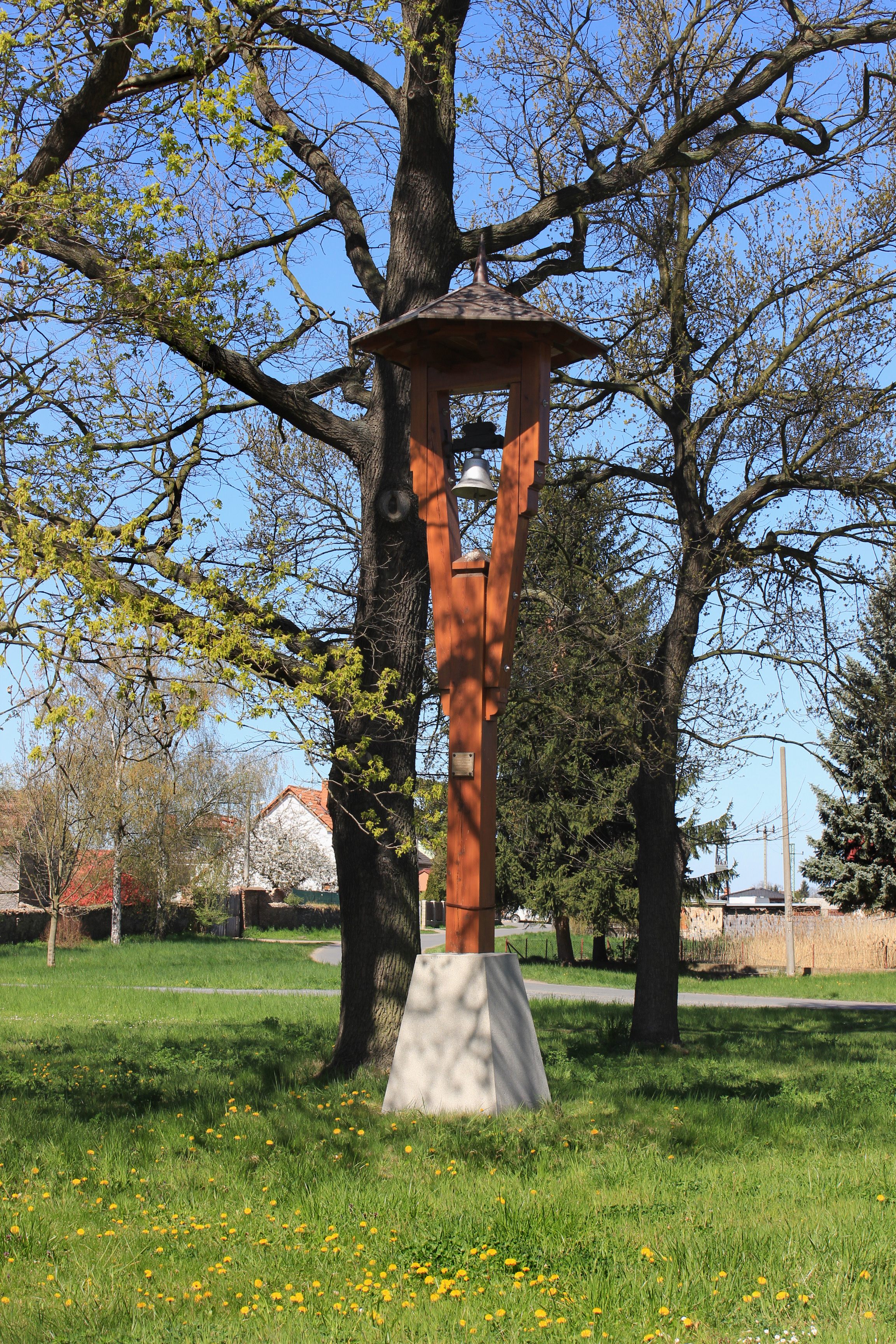
Glockenbaum

Ohrada (deutsch Schönweid) ist ein Ortsteil der Gemeinde Nová Ves I in Tschechien. Er liegt vier Kilometer nordwestlich des Stadtzentrums von Kolín und gehört zum Okres Kolín.

## Geographie
Ohrada befindet sich linksseitig der Elbe in der Středolabské tabule (Tafelland an der mittleren Elbe). Am nordöstlichen Ortsrand verläuft die Bahnstrecke Česká Třebová–Praha, südwestlich der Ortsbebauung die Staatsstraße I/38 zwischen Kolín und Nymburk. Im Westen erhebt sich der Bedřichov (Friedrichsberg, 279 m n.m.).
Nachbarorte sind Pňov und Velký Osek im Norden, Jezeřany, Veltruby, Klavary und Hradišťko I im Nordosten, Krakorec, Brankovice und Sendražice im Osten, Zálabí, Chaloupka, Pražské Předměstí und Peklo im Südosten, Štítary und Radovesnice I im Süden, Kutlíře, Kamhajek, Chocenice und Zlaté Slunce im Südwesten, Vítězov im Westen sowie Velim und Nová Ves I im Nordwesten.

## Geschichte
Der Fund eines Gefäßes der Schnurkeramischen Kultur zeugt davon, dass das Gebiet zum Ende der Kupfersteinzeit besiedelt war. Außerdem wurden keltische Körpergräber und ein germanisches Urnengrab gefunden.
Im Zuge der Raabisation wurde 1776 der zur k.k. Kammerherrschaft Kolín gehörige Meierhof Neudorf aufgehoben. An der Stelle einer zum Hof gehörigen emphyteutisierten Hutweide wurde 1778 das aus 24 Häusern bestehende Platzdorf Schönweid angelegt. Den tschechischsprachigen Siedler missfiel der Name Schönweid, sie nannten das Dorf bald Ohrada (deutsch Umfriedung).
Im Jahre 1843 bestand das im Kauřimer Kreis an der Nimburger Straße gelegene Dominikaldorf Schönweid, auch Ohrada bzw. Wohrada genannt, aus 33 Häusern, in denen 277 Personen, darunter 15 protestantische Familien lebten. Im Ort gab es ein Wirtshaus. Katholischer Pfarrort war Neudorf, der Amtsort war Kaisersdorf. Zwischen 1842 und 1845 erfolgte der Bau der k.k. Nördliche Staatsbahn. Bis zur Mitte des 19. Jahrhunderts blieb Schönweid der Herrschaft Kolin untertänig.
Nach der Aufhebung der Patrimonialherrschaften bildete Ohrada ab 1849 einen Ortsteil der Gemeinde Nová Ves im Gerichtsbezirk Kolin. Ab 1868 gehörte das Dorf zum Bezirk Kolin. 1869 hatte Ohrada 274 Einwohner und bestand aus 38 Häusern. Zu Beginn des 20. Jahrhunderts setzte eine Erweiterung des Dorfes – nach Südwesten bis zur Bezirksstraße hin – ein. Im Jahre 1900 lebten in Ohrada 294 Menschen, 1910 waren es 405. 1930 hatte Ohrada 395 Einwohner und bestand aus 81 Häusern. 1961 wurde die Gemeinde Nová Ves in Nová Ves I umbenannt. Beim Zensus von 2001 lebten in den 127 Häusern von Ohrada 321 Personen.

## Gemeindegliederung
Zu Ohrada gehören die Ansiedlungen Chaloupka und Krakorec.
Ohrada ist Teil des Katastralbezirks Nová Ves I.

## Sehenswürdigkeiten
- Hölzerner Glockenbaum auf dem Dorfplatz (Legerovo náměstí), errichtet 1923
- Gedenkstein für die Gefallenen des Ersten Weltkrieges, auf dem Dorfplatz
- Flussauen der Elbe mit abgeworfenen Mäandern und Auwäldern und -wiesen
- Hügel Bedřichov mit steinernem Obelisken und Aussichtsturm